# 狭叶毛水苏
狭叶毛水苏（学名：Stachys baicalensis var. angustifolia）为唇形科水苏属下的一个变种。

## 扩展阅读
- 維基物種上的相關：狭叶毛水苏